# San Francisco Examiner

Ausgabe des San Francisco Examiner

Der San Francisco Examiner ist eine US-amerikanische Tageszeitung in San Francisco, Kalifornien, die dort seit 1865 erscheint.
Anfangs nannte sich die Zeitung The Daily Examiner. William Randolph Hearst übernahm das Blatt 1887 von seinem Vater George Hearst und gab ihr ihren heutigen Namen. Hearst Junior steigerte die Auflage des Examiners erheblich, nicht zuletzt, weil es ihm gelang bedeutende Autoren wie Ambrose Bierce, Mark Twain und Jack London für das Blatt zu gewinnen. Dazu kam eine kräftige Dosis von Boulevardjournalismus. Außerdem gab Hearst dem Examiner eine grafische Note, indem er verstärkt auf Illustrationen, Karikaturen und Comics setzte.
2000 übernahm Ted Fang den Examiner von der Hearst Corporation. Seither sind bei dem Blatt zahlreiche Stellen abgebaut und das Druckformat verkleinert worden. 2004 kaufte Philip Anschutz die Zeitung mit der dazugehörigen Druckerei. Seither wird der Examiner als Gratiszeitung verteilt.